# Кагадо, Биберт
Биберт Кагадо (Бибет Кагаду, Биберт Кахадо, Чагаду; англ. Bibert Kaghado; род. 31 марта 1974, США / Патерсон (Нью-Джерси), США) — российский, американский, иорданский футболист, нападающий. Затем — футбольный тренер.

## Биография
Этнический адыг из Иордании. Выступал за команду американского колледжа. В 1995 году провёл 8 аннулированных матчей за команду третьей российской лиги «Колос»-д Краснодар. В 1997—1998 годах играл в первой лиге за «Спартак» Нальчик. Затем был в команде «МетроСтарз», которую тренировал Бора Милутинович, играл за клуб второй швейцарской лиги. Провёл несколько сезонов в чемпионате Иордании за клубы Аммана «Аль-Ахли», «Шабаб Аль-Ордон», «Аль-Джазира».
В 2008 году завершил карьеру игрока и возглавил сборную Иордании по мини-футболу, с которой в том же году завоевал бронзовые медали на Арабском чемпионате. Тренировал юношеские сборные Иордании до 17 и 19 лет. С 8 октября 2015 года до конца сезона — главный тренер команды ПФЛ России «Дружба» (Майкоп).